# 榛属
榛属（学名：Corylus）是北温带桦木科的一个属，属落叶乔木，花黄褐色，果仁可食。其学名的拉丁义为“帽盔”，即指包着果仁的钟形外壳。
榛属共有十四至十八个物种：
- 硬果四周有柔软、阔叶的蒴苞，多梗，根孽生，可达12米高。
  - 蒴苞短，跟硬果一样长。
    - Corylus americana—美洲榛，美洲东北部；
    - Corylus avellana—欧榛，欧洲和西亚；
    - Corylus heterophylla—榛，亚洲；
    - Corylus yunnanensis—滇榛，中国中、南部；

  - 蒴苞长，比硬果长一倍或更多，形成“长嘴”。
    - Corylus colchica—Colchican Filbert. 高加索地区；
    - Corylus cornuta—长啄榛，北美；
    - Corylus maxima—Filbert. 欧洲东南部和亚洲西南部；
      - 紫叶榛；
      - 地中海榛；
      - 伦巴第榛；

    - Corylus sieboldiana—亚洲长啄榛，亚洲东北部，满洲和日本。
- 硬果四周有硬挺、多刺的蒴苞，单梗，高达20至35米。 
  - 蒴苞带疏刺，并有腺毛。
    - Corylus chinensis—华榛，中国西部；
    - Corylus colurna—土耳其榛，欧洲东南部和近东；
    - Corylus fargesii—披针叶榛. 中国西部；
    - Corylus jacquemontii—Jacquemont's Hazel. 喜马拉雅山脉；
    - Corylus wangii—维西榛，中国东南部；

  - 蒴苞带密刺，类似栗子毛刺。
    - Corylus ferox—藏榛. 西藏地区及中国东南部。